# Тлауіскальпантекутлі

Тлауіскальпантекутлі (Tlahuizcalpantecuhtli) — бог вранішньої зорі (Венери) в міфології тольтеків, мая та ацтеків. Є одним з уособлень Кетцалькоатля. Ім'я перекладається «Пан Зорі». У tonalamatl Тлауіцкальпантекутлі представлений як управитель дев'ятого ділення з 13 днів, що починається з Се Коатль (знак «1 Змія»), при цьому поєднується з Шіутекутлі 9 трецени священного календаря.

## Опис
Його тіло білого кольору з довгими червоними смугами, навколо очей обведено чорним і облямоване невеликими білими кружечками. Губи нафарбовані яскраво-червоним кольором. Червоні смуги проведені для того, щоб підкреслити білизну тіла, яка розуміється як символ особливого сутінкового світла, який виходить від планети Венера. Чорна фарба на обличчі навколо очей уособлює темне нічне небо. Тлауіскальпантекутлі іноді зображується з черепом замість обличчя, що означає його спуск у підземний світ, куди він слідує за сонцем, або скелетом з луком.
На малюнках смертоносні промені цього бога зображувалися у вигляді дротиків

## Міфи
Є одним з найлютіших богів, оскільки був богом Венера як ранкової зірки. Мешкає у Тлаускальпані. У стародавній Мезоамериці перша поява ранкової зірки викликала священний жах, вважалося, що її світло може завдати величезної шкоди.
Згідно одного з міфів Кетцалькоатль запалив на морському березі величезне багаття і кинувся в нього, а з полум'я почали вилітали численні птиці дивовижної краси, різні прояви його духу. І перетворився він (після 4-денного перебування в Міктлані — пеклі) в Тлауіскальпантекутлі, повелителя Будинки Ранкової Зорі.
З ним пов'язаний міф з рухом Сонця і Місяця. Коли останні не пішли за своїм звичайним шляхом, а застигли на одному місці, бог Тонатіу зажадав від решти богів присяги йому на вірність і жертви у вигляді крові, щоб світила прийшли в рух. Розгніваний його зарозумілістю, Тлауіскалпантекутлі випустив стрілу в Сонце. Однак стріла не потрапила в ціль, а Сонце випустило відповідну стрілу, яка пронизала голову Тлауіскалпантекутлі. У цей момент бог ранкової зірки Тлауіскалпантекутлі перетворився на бога каменю і холоду Іцлаколіукі, і з цієї причини на сході Сонця завжди холодно.

## Культ
Шанування цього бога було започатковано тольтеками. Вважається, що одним з ініціаторому цього був Се Акатль Топільцін Кецалькоатль, що заснував столицю Толлан (сучасне м. Тула). В ній виникає військово-релігійне мистецтво, зразком якого виступив зберігся до наших днів храм Тлауіскальпантекутлі. До храму вела платформа з 3 довгими рядками чітких колон, поєднаних різьбленими перекриттями, між якими в особливому поглибленні горів вічний вогонь.
Шанування цього богу відбувалося в маянському місті Чичен-Іца, захопленому тольтеками. Згодом культ Тлауіскальпантекутлі розповсюдився по всьому Юкатану, серед власне міст мая.
Ацтекські жерці встромлювали в тіло шипи агави, кам'яними ножами надрізали собі вуха і язик та клацають закривавленими пальцями так, що крапельки крові летять вгору до Тлауіскальпантекутлі. Також приносилися жертви по дням: старці — 1 Крокодил, молодики — 1 землетрус, малі діти — 1 Ягуар, 1 Олень, 1 Квітка, знаті — 1 Очерет.